# Marieke van Doorn
Marieke Birgitta van Doorn  (ur. 15 czerwca 1960 w Rotterdamie) – holenderska hokeistka na trawie. Dwukrotna medalistka olimpijska.
W reprezentacji Holandii debiutowała w 1982. Brała udział w dwóch igrzyskach (IO 84, IO 88), na obu zdobywając medale: złoto w 1984 i brąz cztery lata później. Łącznie w kadrze rozegrała 100 spotkań (29 trafień), karierę zakończyła po swoich drugich igrzyskach.